# Heiko Vogel
Heiko Vogel (Bad Dürkheim, 21 de novembro de 1975) é um treinador alemão.
Com uma carreira futebolistica inexpressiva, onde nunca passou do futebol amador, Vogel iniciou sua carreira como treinador cedo, quando tinha apenas 22 anos, nas categorias de base do Bayern München. Ficou no cargo durante nove anos, quando aceitou uma proposta para se tornar assistente de Thorsten Fink no Ingolstadt 04. Quando Fink deixou o clube para comandar o Basel, Vogel seguiu o mesmo caminho e continuou como seu assistente.
No período em que esteve no Basel como assistente de Fink, conquistou duas vezes o campeonato nacional e uma Copa da Suíça. Quando Fink deixou o clube durante o início da terceira temporada, em 13 de outubro de 2011, para treinar o Hamburg, Vogel foi convidado para seguir o mesmo caminho, no entanto, acabou recusando. No mesmo dia, foi anunciado como treinador interino do Basel. Permaneceu no cargo de interino até conseguir uma histórica vitória sobre o Manchester United por 2 x 1 na Liga dos Campeões da UEFA, classificando o Basel para às oitavas de final e eliminado o clube inglês. Apenas cinco dias depois, foi anunciado sua efetivação, assinando contrato por duas temporadas e meia.
Além do grande feito na Liga dos Campeões, obtido após apenas onze partidas como treinador de uma equipe principal, mesmo tendo sido eliminado na segunda fase sofrendo uma goleada por 7 x 0 do Bayern München após vencer a primeira partida do confronto por 1 x 0, Vogel também conseguiu levar o clube ao título nacional (conquistando pela primeira vez em sua história o tricampeonato) com cinco rodadas de antecedência, algo inédito na história do campeonato suíço, tendo assumido o mesmo quando estava na terceira colocação, não tendo perdido nenhuma partida durante a campanha (o clube havia perdido duas vezes quando Fink ainda estava no comando), e, também levado o clube à final da Copa da Suíça (venceu nos pênaltis o Luzern após empate em 1 x 1).
Vogel, no entanto, iniciou a temporada seguinte, 2012/13, de forma instável. A primeira grande derrota na temporada aconteceu na Liga dos Campeões, onde, após passar nas duas primeiras fases eliminatórias que teve que disputar, o Basel foi eliminado para o romeno Cluj, após derrota em casa por 2 x 1 e na partida de volta por 1 x 0. Na Liga Europa, o clube também não conseguiu "engrenar", empatando suas duas primeiras partidas da fase de grupos (0 x 0 com o Sporting CP e 2 x 2 com o Genk). A mesma instabilidade vinha ocorrendo no campeonato suíço, onde, apesar de nas doze primeiras rodadas ter perdido apenas uma partida, empatou seis, ficando na modesta quarta posição. Por conta disso, mas de forma surpreendente para a impresa internacional, Vogel acabou sendo demitido em 15 de outubro, sendo substituído por Murat Yakin, antigo jogador do clube.